# 25140 Schmedemann
25140 Schmedemann este un asteroid din centura principală de asteroizi.

## Descriere
25140 Schmedemann este un asteroid din centura principală de asteroizi. A fost descoperit pe 22 septembrie 1998 la Stația Anderson Mesa în cadrul programului LONEOS. Asteroidul prezintă o orbită caracterizată de o semiaxă mare de 2,45 ua, o excentricitate de 0,21 și o înclinație de 5,4° în raport cu ecliptica.